# منيرة سلطان
الأميرة منيرة سلطان (بالتركية الحديثة: Münire Sultan) ـ (9 ديسمبر 1844 ـ 29 يونيو 1862) هي ابنة السلطان العثماني عبد المجيد الأول من زوجته ورد جنان قادين أفندي.

## حياتها
في مارس 1854، أُعلن عن خطبة الأميرة منيرة إلى الأمير إبراهيم إلهامي باشا ابن والي مصر عباس الأول. وقد أقيمت احتفالات باذخة بهذه المناسبة، وأُعلن الزواج في إسطنبول في 31 يوليو 1857.
أنجبت منيرة سلطان أربعة أبناء من إبراهيم إلهامي باشا هم:
- نايل بك (توفي عقب مولده سنة 1858): وهو توأم أمينة إلهامي.
- أمينة إلهامي (24 مايو 1858 ـ 19 يونيو 1931): زوجة الخديوي توفيق ووالدة الخديوي عباس حلمي الثاني.
- زينب (29 ديسمبر 1859 ـ 17 مايو 1918)
- توحيدة (1860 ـ 1882)

لم تلبث منيرة سلطان في 2 يناير 1861 أن تزوجت ثانية بعد وفاة إبراهيم إلهامي، وكان زوجها الجديد يدعى أيضًا إبراهيم باشا (1829 ـ 1880) وأنجبت منه علاء الدين بك، الذي توفيت وهو بعد رضيع لم يجاوز عمره ستة أشهر .

## وفاتها
توفيت منيرة سلطان في 29 يونيو 1862 ودُفنت في مسجد الفاتح بالآستانة.